# Pietraferrazzana
Pietraferrazzana est une commune de la province de Chieti dans la région Abruzzes en Italie.

## Administration
| Période                                  | Période  | Identité       | Étiquette       | Qualité |
| ---------------------------------------- | -------- | -------------- | --------------- | ------- |
| 30 mai 2006                              | En cours | Ciro Carpineta | Centro-Sinistra |         |
| Les données manquantes sont à compléter. |          |                |                 |         |

### Communes limitrophes
Colledimezzo, Monteferrante, Villa Santa Maria